# Baskijska pilota
Baskijska pilota (pilota u izvornom baskijskom jeziku također pelota vasca na španjolskom, pelote Basque na francuskom) je naziv za niz terenskih športova koji se igraju s loptom koristeći jednu ruku, reket, drvenu palicu ili košaru, zid (frontis ili Fronton) ili, tradicionalno, s dvije ekipe licem u lice odvojene linije na terenu ili mrežom. Korijeni ove skupine igara mogu se naći u grčkim i drugim drevnim kulturama.
Pojam pilota vjerojatno dolazi iz vulgarnog latinskog izraz pilotta (igra s loptom). To je umanjenica riječi pila koja se može odnositi na tvrdu lanenu ili kožnu lopte ispunjenu pilusom (krznom ili kosom) ili latinske riječi za udar ili koplje i povezana je s engleskom riječi pelete.
Danas, baskijski pilota se igra u nekoliko zemalja. U Europi, ovaj sport je koncentriran u Španjolskoj i Francuskoj, posebice u Baskiji. Sport se također igra u latinoameričkih zemalja poput Argentine, Čilea, Urugvaja i Kube. Djelujući kao šortska društva pod nazivom Jai alai, viđa ih se u dijelovima SAD-a, kao što su Florida, Connecticut, Nevada, i Rhode Island.
U Valenciji, Valencijanska pilota se smatra nacionalnim športom. Također se igra u Belgiji, sjeveru Italije, Meksiku i Argentini.
Od svog nastanka, Međunarodna federacija za baskijsku pilotu je standardizirala različite sorte u četiri modaliteta i četrnaest disciplina, s fiksnim kuglastim utezima, pravilima i veličinama terena. Četiri modaliteta (30-metarski zid zidnih, 36-metarski zid zid, 54-metarski zid zid i trinquete) priznaju četrnaest disciplina, ovisno radi li se o uporabi gole ruke, kožne lopte, gumene lopte, palice, reketa (frontennis) ili xare. Dva od četrnaest disciplina igraju i muškarci i žene (frontenis i gume pelota u trinquete); drugih dvanaest igraju samo muškarci.
To omogućuje igranje prvenstva igrati na međunarodnoj razini, te omogućuje sudjelovanje igrača i timova iz cijelog svijeta pod istim pravilima.
Postoji, međutim, kritika oko toga, jer čistunci bi mogli tvrditi da bi neke od izvornih osobina svakog pojedinog modaliteta mogle biti izgubljene.